# 安德里伊夫卡 (别里斯拉夫区)
47°10′41″N 33°2′51″E / 47.17806°N 33.04750°E
安德里伊夫卡（烏克蘭語：Андріївка），是烏克蘭南部赫爾松州贝里斯拉夫区卡利尼夫斯克市镇内的村落。始建於1946年，面積0.42平方公里，海拔高度24米，2001年人口168，人口密度每平方公里403.9人。
2022年俄羅斯入侵烏克蘭期間，當地一度被俄羅斯佔領。2022年7月27日，當地被烏克蘭收復。